# Edward III của Anh
Edward III của Anh (13 tháng 11, 1312 – 21 tháng 6, 1377) là Vua của Anh và Lãnh chúa Ireland từ tháng 1 1327 đến khi qua đời; cuộc đời hiển hách của ông được đánh dấu bằng những thành công trên chiến trường và việc khôi phục uy tín hoàng gia sau triều đại khủng hoảng và không chính thống của cha ông, Edward II. Edward III đã đưa Vương quốc Anh trở thành một thế lực quân sự vô cùng đáng gờm ở châu Âu. Ông trị vì hơn 50 năm, đứng thứ hai trong số các quân vương Anh thời Trung Cổ và chứng kiến những tiến bộ lớn trong luật pháp và chánh phủ-sự lớn mạnh dần của Quốc hội Anh- cũng như thảm họa Cái chết Đen.
Edward được gia miện năm 14 tuổi sau khi phụ thân ông bị lật đổ bởi mẫu thân ông, Isabelle của Pháp, cùng tình nhân của bà ta Roger Mortimer. Đến năm 17 tuổi ông dẫn đầu một cuộc đảo chính phế truất Mortimer, người cai trị vương quốc trên thực tế, và bắt đầu đích thân nắm giữ chánh quyền. Sau một chiến dịch quân sự thành công đối với Scotland, ông tự xưng là người thừa kế hợp pháp của ngôi vua Pháp vào năm 1337. Sự kiện này đã khơi nguồn cho Chiến tranh Trăm năm. Sau một số thất lợi lúc khởi đầu; nước Anh dần chiếm thế thượng phong trong cuộc giao tranh; các chiến thắng tại Crécy và Poitiers đã dẫn đến việc kí kết Hiệp ước Brétigny, theo đó Anh quốc giành được nhiều lãnh thổ, và Edward từ bỏ yêu sách đòi ngôi. Những năm cuối triều Edward đánh dấu bằng sự thất bại trên lĩnh vực ngoại giao và những xung đột trong gia tộc, phần lớn là do ông đã già yếu và chán nản với chính sự.
Edward III được coi là một người bình thường nhưng có tấm lòng khoan hòa độ lượng. Nhiều người nhìn nhận ông là một vị vua theo kiểu truyền thống khi giành sự quan tâm chủ yếu cho vấn đề chiến sự. Edward được tôn sùng trong hầu hết thời gian trị vì cũng như nhiều thế kỉ sau đó, nhưng sau này ông bị những sử gia đảng Tự do như William Stubbs chỉ trích là vô trách nhiệm. Quan điểm này bị phản bác những năm gần đây và các sử gia hiện đại đánh giá cao những thành tựu mà ông đạt được.

## Thời thiếu niên

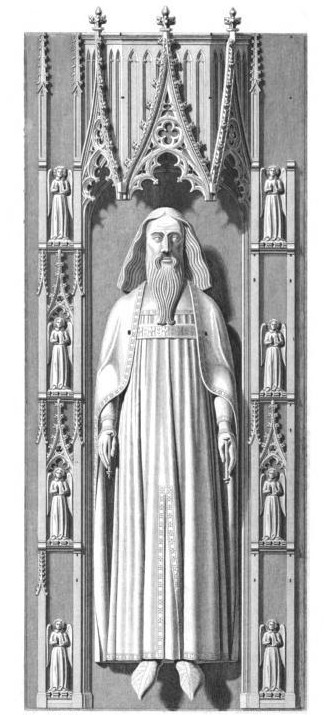
Drawing of effigy of King Edward III in Westminster Abbey

Edward chào đời vào ngày 13 tháng 11 năm 1312 tại Lâu đài Windsor, vì thế nên lúc trẻ ông còn được gọi là Edward xứ Windsor. Triều đại của phụ vương ông, Edward II, là một thời kì đầy biến động trong lịch sử Anh Quốc. Một trong số những nguyên nhân gây chia rẽ là sự lười nhác của nhà vua, những trận thua liên tục, trong cuộc chiến tranh với người Scotland. Một trong những vấn đề khác gây tranh cãi là sự sủng ái quá mức của nhà vua dành cho một nhóm nhỏ các cận thần thân tín. Sự chào đời của một người thừa kế nam năm 1312 đã phần nào cải thiện uy tín của Edward II trên ngai vàng trước các lực lượng chống đối. Để giúp cho cuộc sống tự lập của vương tử bé, nhà vua tấn phong ông thành Bá tước Chester khi Edward chỉ mới 12 ngày tuổi.
Năm 1325, Edward II bị anh vợ của mình là vua Charles IV của Pháp, ép buộc phải sang chầu với danh nghĩa Công tước xứ Aquitaine. Edward không thể rời khỏi đất nước, vì bận đối phó với sự chống đối quyết liệt của các khanh tướng trong nước, trước mối quan hệ thân thiết giữa ông với sủng thần Hugh Despenser Trẻ. Thay vào đó, ông tấn phong Vương tử Edward làm Công tước xứ Aquitaine để thay mặt mình đến Pháp. Edward con được hộ tống bởi thân mẫu Isabelle, cũng là em gái của Vua Charles, và có ý định đàm phán hiệp ước hòa bình với người Pháp. Khi ở Pháp, Isabelle bắt quan hệ với Roger Mortimer, kẻ từng bị chồng bà đuổi cổ khỏi nước Anh, và cùng lập kế hoạch lật đổ vua Edward. Để tìm kiếm sự ủng hộ về quân sự cũng như ngoại giao, Isabelle hứa hôn cho con trai với cô bé 12 tuổi Philippa xứ Hainault. Một cuộc tấn công diễn ra và lực lượng Edward II bị đánh bại hoàn toàn. Isabelle và Mortimer triệu tập quốc hội, nhà vua buộc phải thoái vị nhường lại cho con trai, và tân vương lên ngôi tại Luân Đôn ngày 25 tháng 1 năm 1327. Ông được trao vương miện với tước hiệu Edward III vào ngày 1 tháng 2.

## Trị vì
Không lâu sau khi lên ngôi, Edward phải đối mặt với những vấn đề xung quanh Roger Mortimer, lúc này là tình nhân của mẹ ông và là người cai trị trên thực tế của Anh quốc. Mortimer sử dụng quyền lực của mình để chiếm đoạt các điền trang và thái ấp, trong khi uy tín của ông ngày càng sụt giảm sau những thất bại trước người Scotland tại Trận Stanhope Park và Hiệp ước Edinburgh–Northampton đầy nhục nhã cho người Anh, được kí vào năm 1328. Sự căm thù của nhà vua trẻ đối với vị nhiếp chính ngày càng to. Mortimer biết rằng quan hệ của mình với nhà vua ngày càng bấp bênh và Edward không còn tôn trọng ông nữa. Căng thẳng tăng lên sau khi Edward và Philippa (kết hôn tại York Minster ngày 24 tháng 1, 1328), có con trai đầu lòng vào ngày 15 tháng 6 năm 1330. Cuối cùng, Edward quyết định hành động chống lại Mortimer. Được sự giúp đỡ của người bạn thân William Montagu và một nhóm nhỏ những người trung thành, Edward bắt giữ Mortimer tại Lâu đài Nottingham vào ngày 19 tháng 10 năm 1330. Mortimer sau đó bị hành quyết bằng cách treo cổ và triều đại của Edward III mới thực sự bắt đầu.. Sau khi Mortimer bị hành hình, mẹ của Edward đã bị lưu đày tại lâu đài Rising ở Norfolk nơi có báo cáo là bà đã bị buộc phá thai. Vào ngày sinh nhật thứ 18 của ông, Edward đã hoàn tất việc trả thù và ông đã trở thành người cai trị duy nhất ở Anh quốc.

### Tự cai trị
Edward III không hài lòng với hiệp ước được ký trong thời kì nhiếp chính, nhưng việc nối lại chiến tranh với Scotland được tiến hành bởi một nhóm các quý tộc chứ không phải từ lệnh của vương gia Anh. Một nhóm những người quyền quý xưng là The Disinherited, xuất thân từ các quý tộc bị mất đất phong ở Scotland sau bản hiệp ước, tiến hành xâm lược Scotland và giành đại thắng ở Trận Dupplin Moor năm 1332. Họ cố gắng lập Edward Balliol lên làm vua Scotland thay thế vị trí của ấu quân David II, nhưng Balliol sớm bị trục xuất và phải tìm kiếm sự giúp đỡ từ Edward III. Nhà vua Anh đáp lời bằng việc gửi quân vây hãm trọng trấn Berwick gần biên giới và đánh bại lực lượng lớn quân giặc tại Trận Halidon Hill. Edward đưa Balliol trở lại ngai vàng và được đền đáp bằng nhiều đất đai ở miền nam Scotland. Nhưng những thắng lợi này không duy trì đwwocj lâu, vì lực lượng trung thành với vua David II nhanh chóng tập hợp lại và kiểm soát được tình hình. Năm 1338, Edward buộc phải đồng ý một thỏa thuận ngừng chiến với người Scotland.

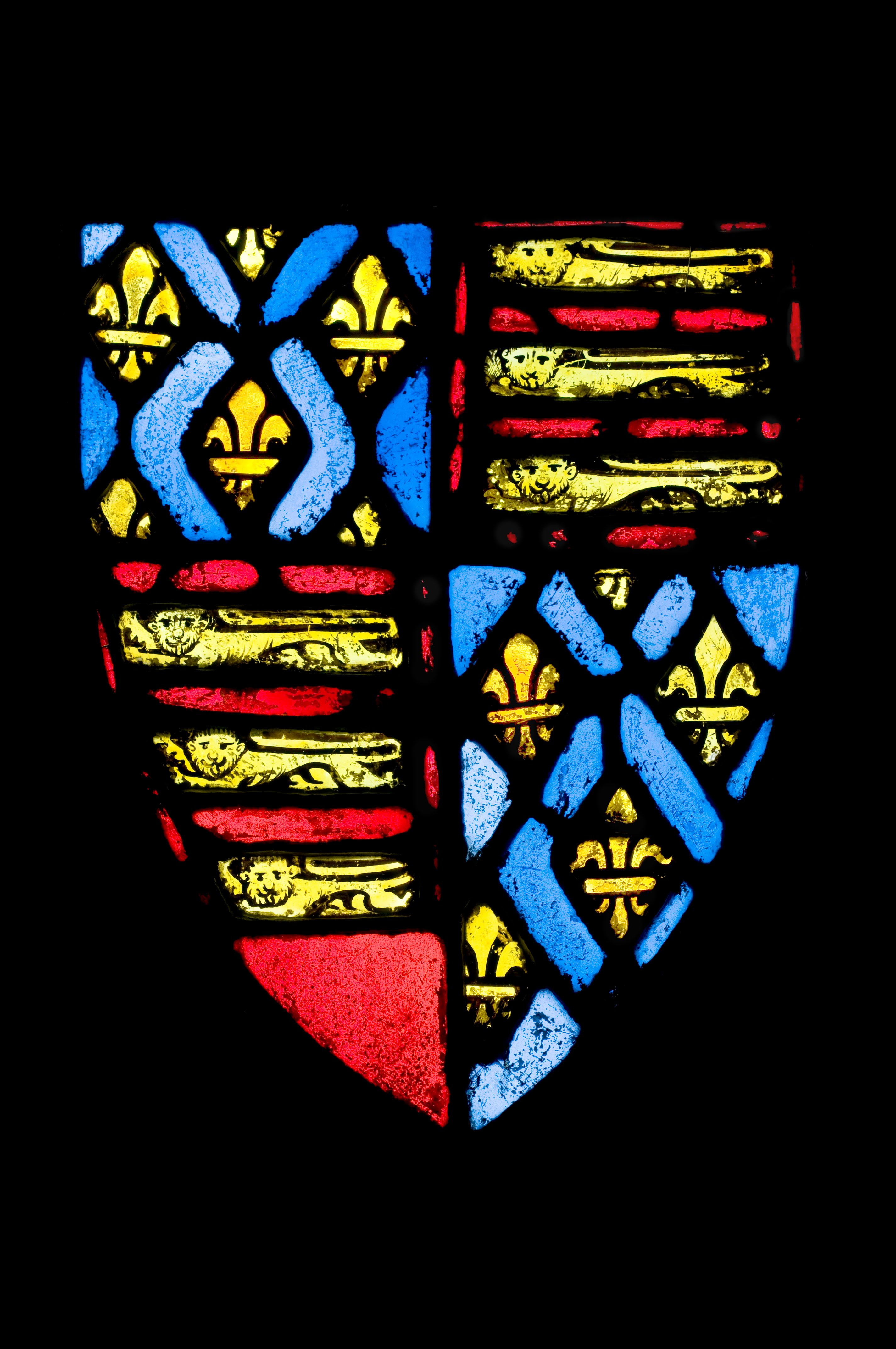
Để đánh dấu cho chủ quyền đối với ngai vàng Anh và Pháp, huy hiệu của Edward có hình ba con sư tử Anh gắn với fleurs-de-lys của Pháp. Kính màu ghép của Anh, c. 1350–1377

Một lý do cho việc Edward thay đổi chính sách với Scotland là căng thẳng ngày càng gia tăng giữa Anh và Pháp. Vì Scotland và Pháp đã an kết minh với nhau, người Anh giờ đây phải đối phó với nguy cơ chiến tranh từ cả hai mặt trận. Người Pháp tiến hành tấn công vào các vị trí then chốt ven biển của Anh, dẫn đến những tin đồn trên khắp nước Anh về một cuộc tổng xâm lược của quân Pháp. Năm 1337, Philippe VI tịch thu các lãnh địa Công quốc Aquitaine và Bá quốc Ponthieu vốn là lãnh địa của vua Anh trên đất Pháp. Thay vì cố gắng tìm kiếm hòa bình bằng cách hạ mình xưng thần với nhà vua Pháp, như vua cha từng làm, Edward quyết định đáp trả bằng cách tự xưng mình là người kế thừa ngai vàng Pháp với tư cách là cháu ngoại của Philippe IV. Người Pháp đối bác bỏ tuyên bố nàu dựa trên các nguyên tắc kế vị theo dòng nam được thiết lập các năm 1316 và 1322. Thay vào đó, họ lập em họ của Philippe IV, tức Vua Philippe VI (hậu duệ dòng nam của Vương tộc Pháp), mở ra Chiến tranh Trăm năm (xem phổ hệ bên dưới). Những năm đầu của cuộc chiến, chiến lược của Edward là thiết lập liên minh với các vương hầu tại Lục địa. Năm 1338, Ludwig  IV phong cho Edward làm Phó chủ của Thánh chế La Mã và hứa sẽ ủng hộ ông. Cuối năm 1337, Hiệp ước Anh-Bồ Đào Nha 1373 thiết lập liên minh giữa hai nước. Những biện pháp này không mang lại nhiều hiệu quả; chiến thắng quân sự lớn duy nhất trong giai đoạn này của phía Anh là tại Sluys ngày 24 tháng 6 năm 1340, nơi 16.000 binh sĩ và thủy thủ Pháp bị giết, và giúp quân Anh củng cố quyền kiểm soát khu vực eo biển.
Trong khi đó, áp lực tài chính mà vương quốc phải gánh chịu bởi các liên minh đắt tiền của Edward đã dẫn đến sự bất mãn ở quê nhà. Hội đồng chấp chính thất vọng vì các khoản nợ ngày càng lớn, trong khi quốc vương và các tướng ở Lục địa nổi giận vì chính phủ không cung cấp đủ tiền bạc quân nhu. Để đối phó tình hình, ông trở về Luân Đôn mà không báo trước vào ngày 30 tháng 11 năm 1340. Nhận thấy tình hình chính trị bất ổn, ông tiến hành thanh trừng một lượng lớn các thượng thư và thẩm phán trong chánh quyền. Những biện pháp này không mang sự ổn định trở lại, và căng thẳng nổ ra giữa nhà vua với John de Stratford, Đại giám mục Canterbury, trong khi những người bà con với Stratford là Robert Stratford Giám mục Chichester và Henry de Stratford bị cách chức bỏ tù. Stratford tuyên bố bằng Edward đã vi phạm luật lãnh địa bằng việc bắt giữ các quan chức trong chánh quyền. Một thỏa thuận hòa giải tạm thời đạt được trong Nghị viện tháng 4 năm 1341. Theo đó Edward buộc phải chấp nhận những hạn chế nghiêm trọng đối với đặc quyền tài chính và hành chính của mình, để đổi lấy một khoản trợ cấp thuế. Đến tháng 10 năm đó, nhà vua đơn phương bác bỏ đạo luật và Tổng Giám mục Stratford bị tẩy chay về mặt chánh trị. Quốc hội tháng 4 buộc nhà vua phải giải trình, nhưng vào thời Trung Cổ, quyền lực của nhà vua dường như không bị giới hạn, và Edward khéo léo lợi dụng điều này.

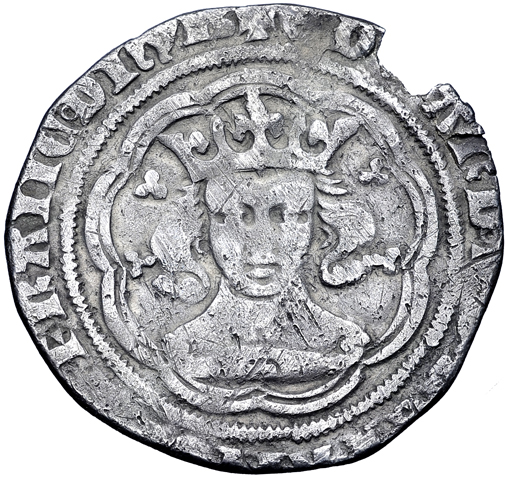
Groat featuring Edward III

Nhà sử học Nicholas Rodger đặt vấn đề về tuyên bố " Quốc vương của biển cả" của Edward III', lập luận rằng không có một Hải quân hoàng gia nào trước thời Henry V (1413–22). Dù cho cái nhìn của Rodger, Vua John đã đầu tư cho một hạm đột hoàng gia và cố gắng thành lập một sở quản lý những con tàu và những người bị bắt. Henry III, người kí vị, tiếp tục công việc này. Mặc dù trên thực tế rằng ông, cũng như những người tiền nhiệm, đã cố gắng phát triển lực lượng hải quân mạnh mẽ và hiệu quả, nhưng những cải cách của họ chỉ là những chánh sách nhất thời. Lực lượng hải quân được lập ra dưới triều Edward III gồm các sĩ quan đứng đầu lần lượt là William de Clewre, Matthew de Torksey, và John de Haytfield với chức danh Thư ký vương thuyền. Sir Robert de Crull là người cuối cùng giữ chức này dưới thời Edward III và cũng là người tại chức lâu nhất. Lực lượng hải quân của Edward trở thành cơ sỏ cho những bước phát triển tiếp theo của Hải quân dưới thời Henry VIII với Council Marine và Navy Board và Board of Admiralty của Charles I. Rodger cũng lập luận rằng phần lớn những năm thế kỉ XIV, người Pháp nắm thế thượng phong, như ở Sluys năm 1340 và, có lẽ, Winchelsea năm 1350. Tuy nhiên, Pháp chưa bao giờ xâm chiếm Anh và Vua Jean II chết khi bị Anh giam giữ. Có thể Hải quân Anh đóng vai trò lớn trong việc này cũng như các vấn đề khác, chẳng hạn như sự trỗi dậy của các lãnh chúa Anglo-Irish và các hành động vi phạm chủ quyền..

### Cơ may từ cuộc chiến

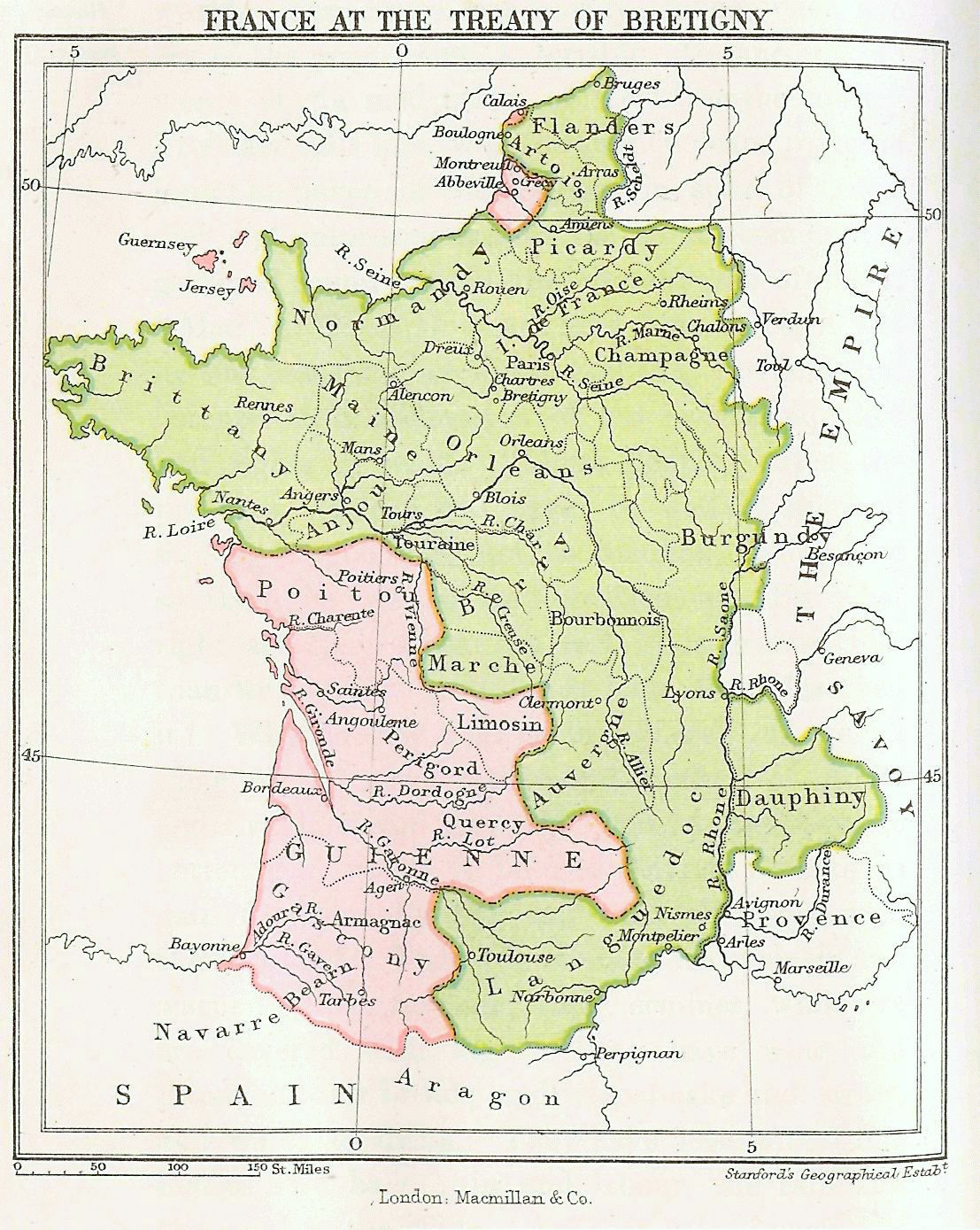
Map showing the area (in pink) gained by England through the Treaty of Brétigny

Đầu những năm 1340, chính sách liên minh nước ngoài của Edward ngày càng tỏ ra tốn kém và không đem lại hiệu quả. Những năm tiếp đó quân Anh tham chiến nhiều hơn, bao gồm Chiến tranh Kế vị Breton, nhưng lúc đầu cũng không thu được thành công. Edward bỏ không chi trả khoản nợ 1.365.000 florin mượn từ Florentine, dẫn đến chủ nợ bị phá sản.
Mọi thứ thay đổi từ tháng 7 năm 1346, khi Edward quyết định tiến hành một cuộc tấn công lớn, giong buồm đến Normand với khoảng 15.000 quân. Quân của ông chiếm được thành phố Caen, và hành quân khắp miền bắc Pháp quốc, rồi họp với đại quân Anh ở Vlaanderen. Ý định ban đầu của Edward không phải là trực diện giao trạnh với người Pháp, nhưng tại Crécy, nằm ở phía bắc sông Somme, ông nhận ra địa hình thuận lợi cho mình và quyết định giao chiến với quân Pháp do Philippe VI cầm đầu. Ngày 26 tháng 8, quân Anh đánh bại quân Pháp với lực lượng đông hơn rất nhiều tại Trận Crécy. Không lâu sau đó, ngày 17 tháng 10, quân Anh đánh bại và bắt giữ Vua David II của Scotland tại Trận Neville's Cross. Với việc biên cương phía bắc đã được bảo đảm, Edward rảnh tay cho chiến sự với người Pháp, vây hãm thị trấn Calais. Đây là cuộc đối đầu có quy mô lớn nhất đối với quân Anh trong suốt chiến tranh Trăm năm, với hơn 35.000 quân tham chiến. Cuộc bao vây bắt đầu từ 4 tháng 9 năm 1346, kéo dài đến khi thành đầu hàng ngày 3 tháng 8 năm 1347.

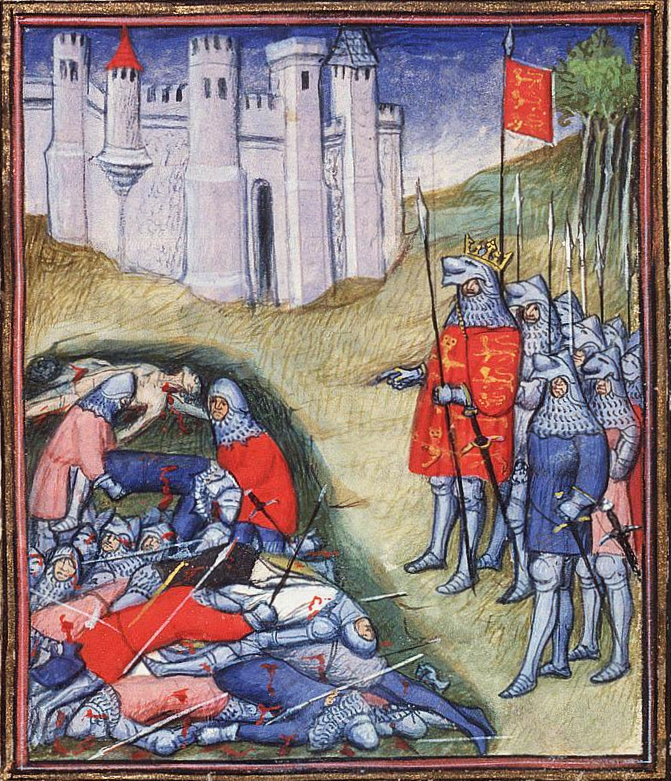
Edward III đếm số xác chết trong chiến trường Crécy.

Sau sự kiện Calais, những yếu tố nằm ngoài tầm kiểm soát của Edward khiến ông phải nới lỏng cuộc chiến. Năm 1348, Cái chết Đen tràn đến nước Anh, ít nhất 1/3 dân số chết trong thảm họa này. Sự mất mát nguồn nhân lực dẫn đến thiếu lao động nông nghiệp và tình trạng tăng lương. Để đối phó với tình hình ngày một phức tạp, nhà vua và Nghị viện ban hành đã ban hành Pháp lệnh về người làm công (1349) và Điều lệ về người làm công (1351). Những nỗ lực này về lâu dài thì không đem lại hiệu quả tốt, nhưng trong ngắn hạn thì lại có tác dụng rất tích cực. Sau tất cả, bệnh dịch hạch đã không dẫn đến một sự cố toàn diện cho chính phủ và xã hội và số nhân khẩu được phục hồi nhanh chóng. Những thành tựu này có công đóng góp rất lớn của các triều thần như Thủ quỹ William Edington và Pháp quan William de Shareshull.
Đến giữa những năm 1350 quân Anh tiếp tục các cuộc chiến quy mô lớn ở lục địa. Năm 1356, trưởng tử của Edward, Edward, Vương tử đen, giành được thắng lợi quan trọng tại Trận Poitiers. Lực lượng Anh ít hơn rất nhiều không chỉ đẩy lui người Pháp mà còn bắt sống được nhà vua Pháp, Jean II và hoàng tử út của ông ta, Philippe. Sau khi một loạt các chiến thắng, người Anh đã nắm giữ nhiều đất đai ở Pháp, vua Pháp bị giam ở Anh và chính phủ trung ương Pháp đã gần như hoàn toàn sụp đổ. Đã từng có một cuộc tranh luận lịch sử về việc liệu lời tuyên bố của Edward đối với ngai vàng Pháp ban đầu có thật hay không, hay đơn giản là một mưu đồ chính trị nhằm gây áp lực lên chính phủ Pháp. Bất kể mục đích ban đầu là gì đi nữa, thì nước Pháp lúc bấy giờ dường như nằm trong tầm tay Edward. Tuy nhiên chiến dịch năm 1359 nhằm hoàn tất mục tiêu đó, thất bại. Do đó, năm 1360, Edward chấp nhận Điều ước Brétigny, theo đó ông từ bỏ yêu sách với ngai vàng nước Pháp nhưng được bảo đảm rằng chủ quyền hoàn toàn đối với các lãnh địa ở Pháp.

### Những năm cuối
Trong thời gian đầu của triều đại của ông, Edward đã tỏ ra năng động và thành công, trong những năm sau ông đã trở nên ỳ vì những thất bại quân sự và xung đột chính trị. Các công việc chính trị hằng ngày không thu hút Edward bằng những việc ra chiến trường. Do đó, trong những năm 1360, Edward ngày càng dựa dẫm vào sự giúp đỡ của các triều thần, đặc biệt là William Wykeham.
Như một quý tộc mới nổi, Wykeham được tấn phong làm Quan Chưởng ấn vào năm 1363 và Đại Pháp quan vào năm 1367, mặc dù những khó khăn trong sự kết nối chính trị cùng với thiếu kinh nghiệm của Wykeham, Quốc hội đã buộc ông phải từ chức chưởng ấn vào năm 1371. Càng tạo thêm các khó khăn cho Edward là những cái chết của người mà ông tin cậy nhất, một số do sự tái phát của bệnh dịch hạch từ năm 1361 đến 1362. William Montague, Bá tước Salisbury, đồng minh thân tín của Edward hồi đảo chính 1330, qua đời sớm vào năm 1344. William de Clinton, người từng sát cánh với nhà vua tại Nottingham, qua đời năm 1354. Một trong số những Bá tước được tấn phong năm 1337, William de Bohun, Bá tước Northampton, quy tiên 1360, và năm tiếp theo là Henry xứ Grosmont, người được cho là vị tướng được ưa thích nhất của Edward, chết vì bệnh dịch hạch. Cái chết của họ khiến cho Quốc hội dần bị các thành viên trẻ tuổi chiếm chỗ và trở nên phù hợp các các Hoàng tử hơn là bản thân nhà vua.

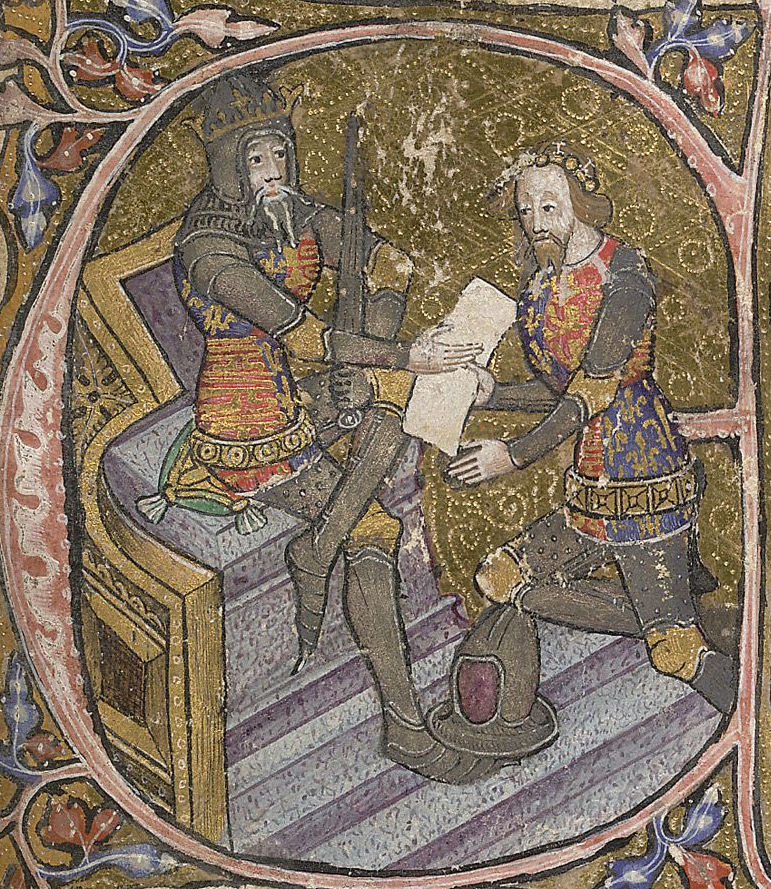
Vua Edward III trao Aquitaine cho con trai là Hắc Thái tử Edward

Người con trai thứ hai của nhà vua, Lionel Antwerp, cố gắng để quy phục lực lượng tự trị của các lãnh chúa người Anglo-Ailen ở Ireland. Nhưng chiến dịch đã không thành công, và nó chỉ kéo dài sự chiếm đóng của người Anh theo Điều luật Kilkenny trong năm 1366.
Trong khi đó tại Pháp, sau Hiệp ước Brétigny là một trong những ngày yên bình tương đối, nhưng vào ngày 8 tháng 4 năm 1364, Jean II đã qua đời trong khi bị giam cầm ở Anh, sau khi không thành công cố gắng để nâng cao tiền chuộc của riêng mình tại nhà. Ông đã được thừa kế bởi nhà vua Charles V mạnh mẽ, người đã tranh thủ được năng lực của vị Nguyên soái đầy tài năng Bertrand du Guesclin.
Năm 1369, chiến tranh ở Pháp lại bắt đầu với một chiều hướng và John của xứ Gaunt-người con trai trẻ tuổi của Edward đã được trao trách nhiệm chỉ huy một chiến dịch quân sự. Edward dần dần trao các trọng trách cầm quân cho các con trai của mình vì lý do tuổi tác cao. Nhị Hoàng tử, Lionel xứ Antwerp đã cố gắng để thu phục lực lượng tự trị của các lãnh chúa người Anglo-Irish ở Ireland, nhưng chiến dịch đã không thành công, và nó chỉ kéo dài sự chiếm đóng của người Anh theo Điều luật Kilkenny trong năm 1366.
Tại Pháp, sau một thập kỉ tương đối hòa bình kể từ khi Điều ước Brétigny thực hiện, thì đến ngày 8 tháng 4 năm 1364 Jean II băng hà trong nhà lao Anh. Người kế vị là Charles V, và tân vương tranh thủ được sự ủng hộ từ Nguyên soái Bertrand du Guesclin tài ba. Năm 1369, người Pháp tái khởi động cuộc chiến, và Hoàng tử John xứ Gaunt nhận trọng trách dẫn binh. Những nỗ lực này đã không thành công và với Hiệp ước Bruges năm 1375 các lãnh địa của người Anh ở Pháp chỉ còn là các thị trấn ven biển Calais, Bordeaux, và Bayonne.
Thất bại quân sự ở nước ngoài và áp lực tài chính cho các chiến dịch quân sự đã dẫn đến sự bất mãn chính trị trong nước. Mọi viện lên đến đỉnh điểm tại Nghị viện năm 1376, được biết đến với tên gọi Nghị viện Tốt. Quốc hội ban đầu được triệu tập để bàn việc ban hành các loại thuế mới, nhưng Hạ viện nắm lấy cơ hội để chất vấn các vấn đề cụ thể. Đặc biệt, những lời chỉ trích đã được nhắm vào một số cố vấn thân cận nhất của nhà vua như Cung vụ Đại thần William Latimer và Cung sự đại thần John Neville, họ đều bị sa thải khỏi chức tước. Tình nhân của Edward, Alice Perrers, được coi như nắm quá nhiều quyền lực so với vị vua già, đã bị đuổi khỏi triều đình. Tuy nhiên đối thủ thực sự của Quốc hội, cầm đầu là các Đại quý tộc hùng mạnh như Wykeham và Edmund de Mortimer, Bá tước xứ March, lại là John xứ Gaunt. Cả nhà vua và Hắc Thái tử vào thời gian này mất khả năng điều hành triều chính do bệnh tật, Gaunt do đó là người nhiếp chính trong triều đình Gaunt buộc phải nhượng bộ những đòi hỏi của Nghị viện nhưng tại kì họp tiếp theo, năm 1377, phần lớn thành tựu của Nghị viện Tốt bị đảo ngược.
Tuy nhiên bản thân Edward đã không làm gì nhiều trong thời kỳ này, khoảng sau năm 1375, ông chỉ còn đóng một vai trò hạn chế trong chính phủ. Khoảng 29 tháng 9 năm 1376, ông bị bệnh và bị áp xe (có tin đồn là ông bị bệnh lậu). Sau một thời gian ngắn hồi phục vào tháng 2 năm 1377, nhà vua băng hà sau một cơn đột quỵ tại Sheen vào ngày 21 tháng 6. Người kế vị Edward là trưởng tôn mới 10 tuổi, Vua Richard II, tức con trai của Hắc Thái tử, vì ông đã qua đời trước đó vào ngày 8 tháng 6 năm 1376.

## Thành tựu

### Pháp luật

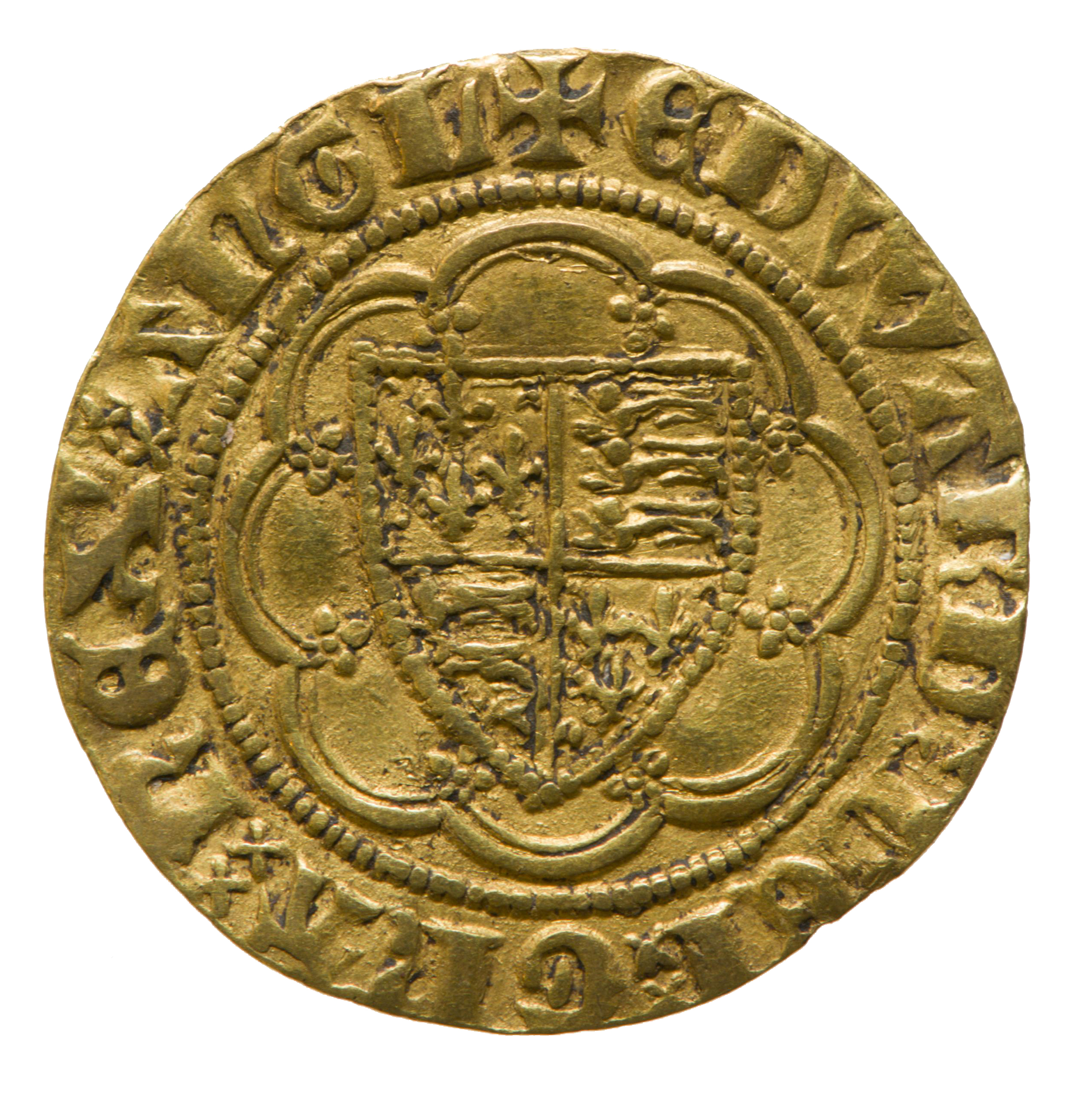
Đồng vàng 25 vu mang hình Edward III, York Museums Trust

Những năm giữa triều Edward là một thời kì với những chính sách lập pháp quan trọng. Có lẽ điều luật nổi bật nhất là Quy chế về người làm công 1351, nhằm giải quyết vấn đề thiếu lap động gây ra bởi Cái chết Đen. Quy chế này đã quy định về mức lương của người lao động và kiểm soát tình trạng di tán giữa các lãnh địa của những người nông dân bằng việc các lãnh chúa đã có những tuyên bố đầu tiên về các quyền lợi dành cho họ. Mặc dù đã có những nỗ lực để duy trì quy chế, cuối cùng nó vẫn thất bại do sự cạnh tranh lao động giữa các chủ đất. Luật này được miêu tả như một nỗ lực "lập ra luật chống lại quy luật cung cầu", chính điều này khiến cho nó cuối cùng thất bại. Tuy nhiên, tình trạng thiếu lao động khiến đã dẫn đến những tranh chấp về quyền lợi giữa các chủ đất nhỏ ở Hạ viên và các chủ đất lớn ở Thượng viện. Những biện pháp này cũng làm những người nông dân nổi giận, dẫn đến Khởi nghĩa Nông dân năm 1381.
Triều đại của Edward III cũng trùng với giai đoạn được gọi là Babylonian Captivity, tức thời kì mà các vị giáo hoàng ở Rome đều xuất thân từ đất Avignon. Trong những năm chiến tranh với Pháp, phe đối lập ở Anh chống lại việc giáo hoàng có xuất thân là thần dân của Pháp. Việc đánh thuế giáo hoàng trong Giáo hội Anh bị coi là tài trợ cho kẻ thù quốc gia, trong khi theo các điều lệ – Giáo hoàng cung cấp lợi ích cho giáo sĩ - gây oán giận trong dân Anh. Các Đạo luật Provisors (1350) và Praemunire (1353), đã sửa đổi những điều luật trên, cũng như hạn chế quyền lực của Giáo hoàng đối với người Anh. Các luật này không làm cắt đứt mối ràng buộc lẫn nhau giữa Quốc vương và Giáo hoàng.
Những luật quan trọng khác được lập ra trong thời kì này là Đạo luật Phản quốc 1351. Chính sự đồng nhất ý kiến trong triều đình đã cho phép một sự đồng thuận về định nghĩa của tội ác gây tranh cãi này. Tuy nhiên, cải cách pháp lý quan trọng nhất có lẽ là liên quan đến các Thẩm phán của Hòa bình. Tổ chức đã có từ trước thời của Edward III nhưng, đến năm 1350, các thẩm phán đã được ban cho quyền lực không chỉ để điều tra và bắt giữ tội phạm, mà còn có quyền xét xử, kể cả trường hợp trọng tội. Với sự kiện này, một chế độ quản lý trật tự địa phương lâu dài đã được lập ra.

### Nghị viện và hệ thống thuế

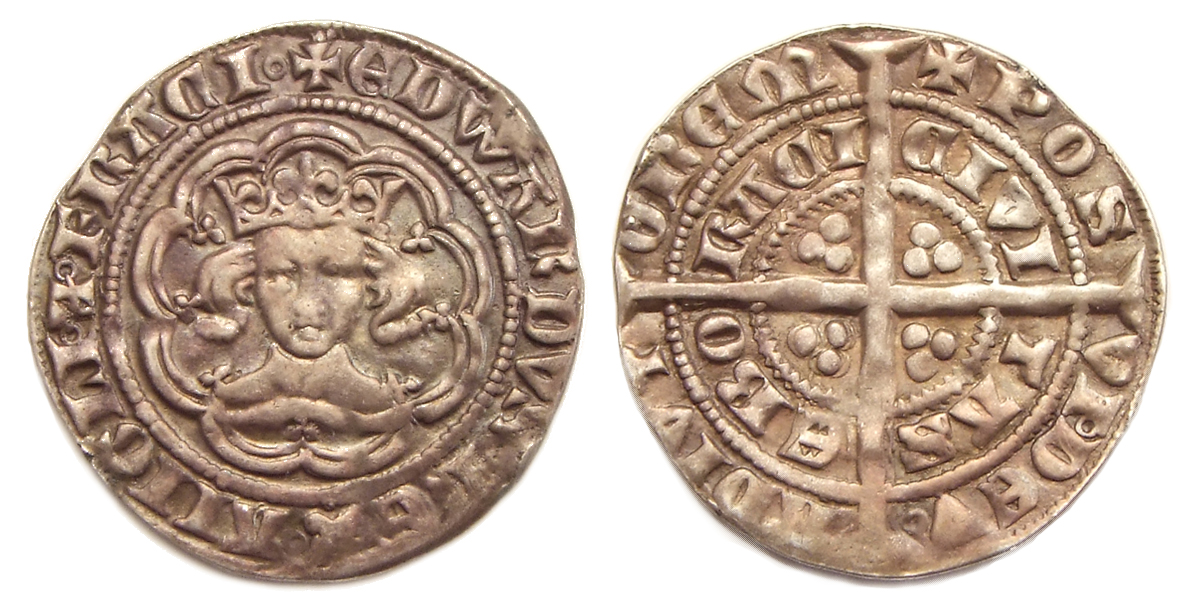
Đồng 50 groat có hình chân dung Vua Edward III, York mint

Nghị viện là một tổ chức đã được thành lập trước thời Edward III, nhưng những năm tại vị của ông mới là thời kì mà nó phát triển mạnh. Thời kì nàu, các thành viên trong Hội đồng Nam tước, trước đây là một tổ chức không rõ ràng, đã được giới hạn lại chỉ còn bao gồm những người được triệu tập đến Nghị viện với tư cách cá nhân. Điều này diễn ra vì Nghị viện đã phát triển thành cơ chế Lưỡng viện, gồm Viện Quý tộc (Thượng viện) và Viện Thứ dân (Hạ viện). Tuy không thể là Thượng, nhưng ở Hạ viện những thay đổi lớn đã diễn ra, bao gồm cả sự mở rộng quyền hành của Hạ viện. Dẫn chứng là Nghị viện Tốt, nơi là Hạ viện lần đầu tiên – mặc dù được sự ủng hộ của các quý tộc – đã đẩy mạnh một cuộc khủng hoảng chánh trị. Trong quá trình này, tất cả thủ tục luận tội và chức danh Người Phát ngôn được tạo ra. Mặc dù những lợi thế chánh trị này chỉ là trong thời gian nhất thời, Nghị viện này cũng đại diện cho một cột mốc trong lịch sử chánh trị Anh.
Ảnh hưởng chánh trị của Hạ viện thời nguyên khởi là quyền đánh thuế của họ. Nhu cầu tài chánh cho Chiến tranh Trăm năm là rất lớn, nên nhà vua và các quan đầu triều đã cố gắng dùng các viện pháp khác nhau để có tiền. Nhà vua có thu nhập ổn định từ đất hoàng gia, và cũng có thể vay được các khoản vay từ những nhà tài chánh ở Ý và trong nước. Để tài trợ cho những chiến dịch quân sự quy mô lớn của Edward III, nhà vua phải nghỉ kế lập ra các loại thuế. Thuế gồm hai hình thức chánh: thuế đặc biệt và thông thường. Khoản đặc biệt là khoản thuế đánh trên tổng giá trị sản phẩm, thường là 1/10 ở thành thị và 1/15 ở nông thôn. Việc này có thể giúp thu được một khoản không nhỏ, nhưng mỗi lần thu thuế phải được Nghị viện chấp thuận, và nhà vua phải chứng minh cho sự cần thiết của nó. Khoản truyền thống là một sự bổ sung cần thiết, một nguồn thu nhập ổn định và đáng tin cậy. Một "nghĩa vụ đóng thuế truyền thống" lúc xuất khẩu len đã tồn tại từ 1275. Edward I đã cố gắng giới thiệu các thuế bổ sung về len, nhưng các thuế xấu, hay không đáng tin này, đã sớm bị dẹp bỏ.. Sau đó, từ năm 1336 trở đi, một loạt các kế hoạch nhằm tăng doanh thu hoàng gia từ xuất khẩu len đã được giới thiệu. Sau một số rắc rối và bất mãn ban đầu, cuối cùng nó được đồng luận bởi Pháp lệnh Staple năm 1353 rằng các khoản thuế đặc biệt phải do Quốc hội chuẩn thuận, mặc dù đó đã một quy luật không thành văn từ lâu rồi.
Thông qua việc đánh thuế đều đặn trong những năm ở ngôi của Edward III, Nghị viện – và đặc biệt là Hạ viện – đã giành được những ảnh hưởng chánh trị nhất định. Bởi vì khi một loại thuế nào đó được đưa ra, nhà vua phải chứng minh rằng nó cần thiết, và phải nhận được sự chấp thuận của Hội đồng Vương quốc rằng nó sẽ đem lại lợi ích cho Quốc gia. Ngoài việc áp đặt thuế, Nghị viện cũng có thể đề xuất những tấu thỉnh để nói lên những khiếu nại của mình với nhà vua, mà thường là liên quan đến các quan chức hoàng gia. Theo cách đó, hệ thống này mang lại lợi ích cho cả hai bên. Hạ viện và những người mà Hạ viện đại diện cho họ, ngày càng có ý thức hơn về vấn đề chánh trị, và đặt ra nền tảng cho chế độ quân chủ lập hiến của nước Anh về sau.

### Tinh thần hiệp sĩ và ý thức dân tộc

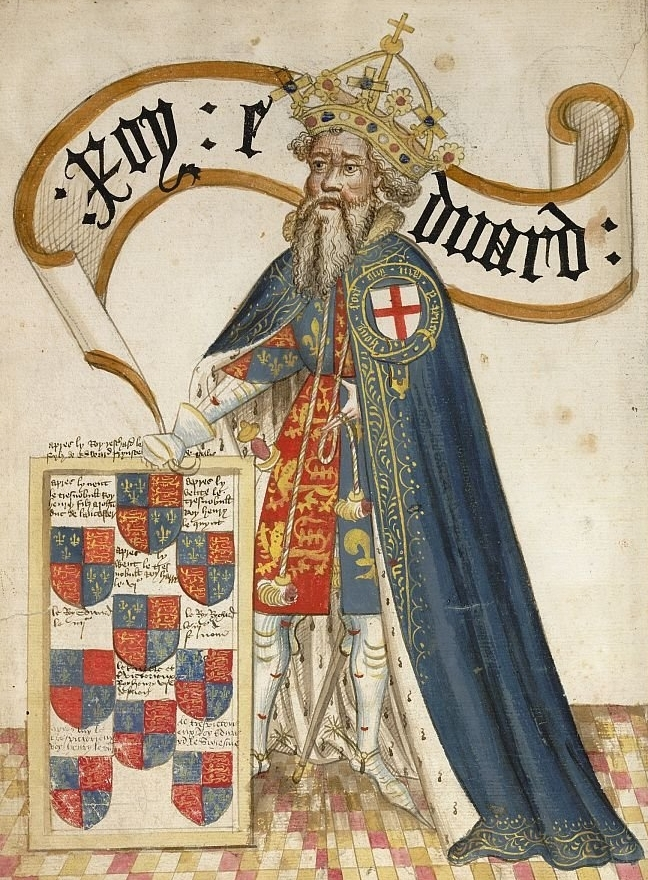
Edward III as head of the Order of the Garter, drawing c. 1430–40 in the Bruges Garter Book

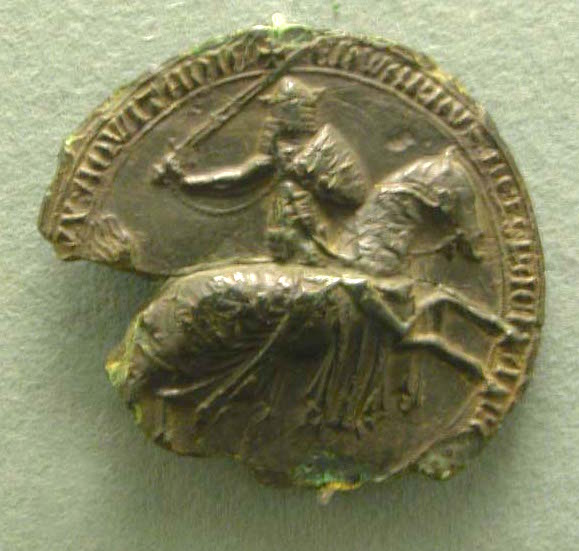
The Great Seal of Edward III

Chính sách của Edward III là sự tập trung vào giới đại quý tộc cho mục đích chiến tranh và hành chánh. Trong khi phụ thân ông thường xuyên gây xung đột với nhóm chóp bu trong giới quý tộc thì, Edward III đã thành công trong việc thiết lập tình hữu nghị thân thiết giữa chính ông và các trọng thần. Cả Edward I và Edward II đều tìm cách giới hạn ảnh hưởng của giới quý tộc, dẫn đến việc trong 60 năm này chỉ có một vài dòng khanh đại phu mới được tấn phong. Nhà vua trẻ thì cố gắng đảo ngược chính sách này khi, năm 1337, như để chuẩn bị cho cuộc chiến tranh sắp xảy đến, ông tấn phong 6 tước bá trong cùng một ngày. Cùng thời điểm đó, Edward lập ra thêm các chức tước mới, đó là tước công dành cho những người thân của hoàng thượng. Hơn thế nữa, Edward đề cao tinh thần hiệp sĩ bằng việc lập ra danh hiệu Hiệp sĩ Garter (garter có nghĩa là vớ, nịt), có thể vào năm 1348. Một kế hoạch năm 1344 nhằm tổ chức một Hội Bàn tròn như của Vua Arthur không bao giờ được thực hiện, nhưng danh hiệu hiệp sĩ mới này được lập ra theo ý tưởng về truyền thuyết bàn tròn này, bằng chứng là dạng hình tròn của garter. Kinh nghiệm chiến tranh của Edward trong chiến dịch Crécy (1346–7) dường như là yếu tố quyết định trong việc ông từ bỏ vụ Bàn Tròn. Người ta lập luận rằng chiến thuật được người Anh sử dụng trong trận chiến tại Crécy năm 1346 không phù hợp với tư tưởng thời Arthur và khiến vụ hội Bàn Tròn Arthur trở thành một vấn đề đối với Edward III, đặc biệt là vào thời điểm lập ra Garter. Không tìm thấy sự tham khảo nào từ vua Arthur và Hội Bàn tròn trong những bản sao Điều lệ Garter thế kỉ XV, nhưng Tiệc Garter năm 1358 liên quan đến Hội Bàn Tròn. Cho nên có một vài sự trùng lập giữa Hội Bàn tròn với Hiệp sĩ Garter. Polydore Vergil kể về nàng Joan xứ Kent trẻ tuổi, Nữ Bá tước Salisbury – bị cáo buộc là người được coi là người tình của nhà vua vào thời điểm đó – vô tình đánh rơi vớ vào một quả banh ở Calais. Vua Edward đáp lại sự nhạo bám của đám đông bằng cách buộc chiếc vớ quanh đùi mình và nói honi soit qui mal y pense – khiến những người nghĩ rằng đó là điều xấu, phải xấu hổ.
Việc mở rộng hàng ngũ quý tộc còn phải được nhìn trong bối cảnh chiến tranh với Pháp, như là một biểu hiện của chủ nghĩa dân tộc vừa mới hình thành. Cũng giống như cuộc chiến với Scotland, mối đe dọa xâm lăng từ Pháp đã củng cố tinh thần đoàn kết dân tộc, và góp phần Anh hóa tầng lớp quý tộc chủ yếu là gốc Anglo-Norman kể từ sau Cuộc chinh phạt của người Norman. Từ thời Edward I, có những tin đồn nổi tiếng rằng người Pháp có kế hoạch xóa số ngôn ngữ của Anh, và cũng như tổ phụ đã làm, Edward III tận dụng tối đa mối lo ngại này của người dân. Kết quả là, địa vị của tiếng Anh ngày càng được củng cố; năm 1362, Quy chế Pleading cho phép tiếng Anh được sử dụng trong triều đình, and the year after, Parliament was for the first time opened in English. Cùng lúc này, ngôn ngữ bản xứ cũng được sử dụng rộng rãi hơn trong nền văn học, thông qua các tác phẩm của William Langland, John Gower và đặc biệt là The Canterbury Tales của Geoffrey Chaucer. Tuy nhiên mức độ Anh hóa này chưa đủ lớn. Quy chế 1362 thực tế được viết bằng tiếng Pháp và chưa có hiệu lực ngay lập tức, và Nghị viện cho đến năm 1377 mới dùng tiếng Anh. Danh hiệu Hiệp sĩ Garter, mặc dù là của người Anh lập ra, nhưng cũng được dành tặng cho người nước ngoài chẳng hạn như Jean IV, Quận công xứ Bretagne và Sir Robert of Namur. Edward III – một người nói cả hai thứ tiếng – tự coi mình là vua của cả Anh và Pháp, và không thể tỏ ra ưu đãi đặc biệt cho bất kì nước nào so với nước còn lại.

## Đánh giá và tính cách

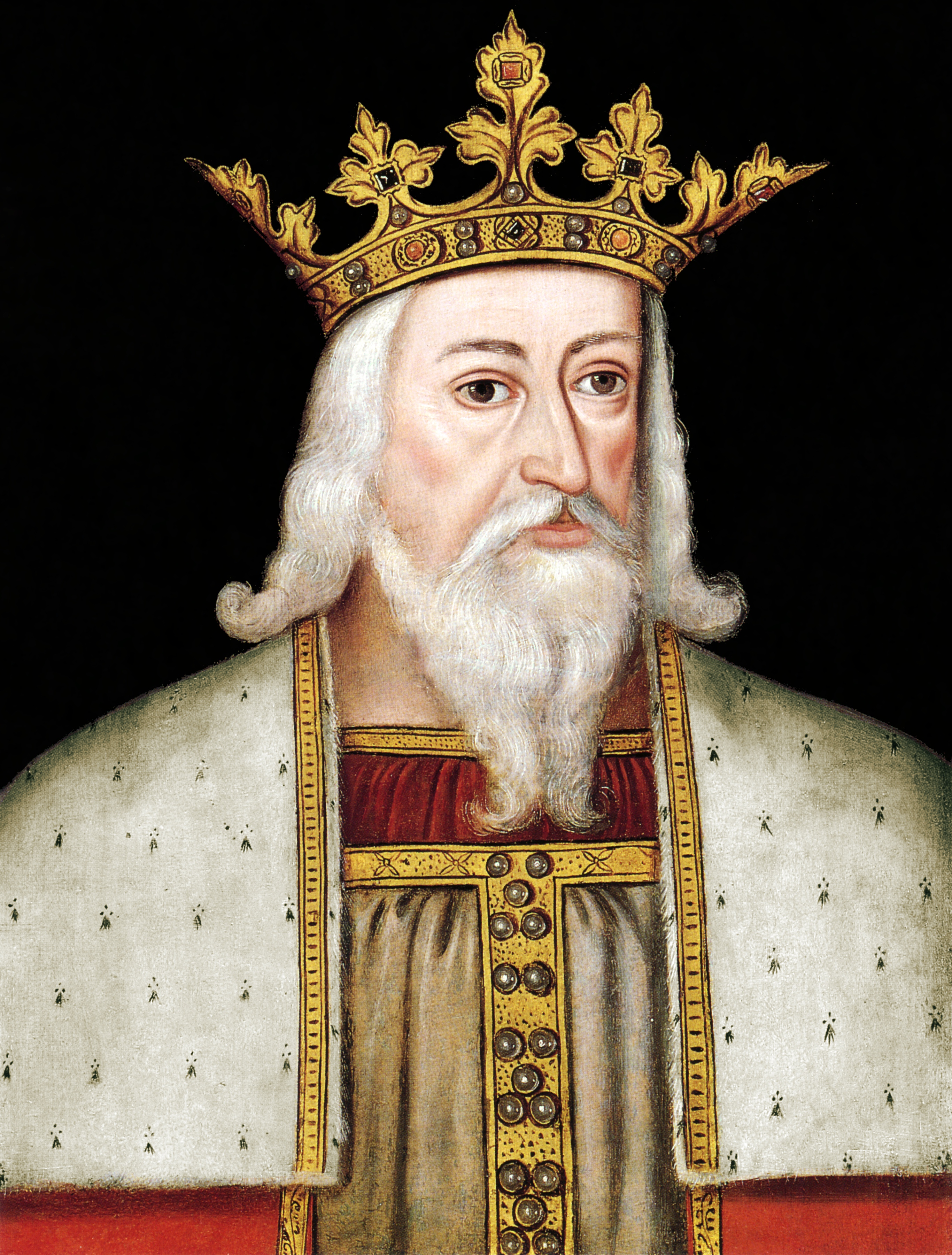
Chân dung Edward III được mô tả vào cuối thế kỉ XVI

Edward III rất được lòng dân trong suốt triều đại của ông, và ngay cả những rắc rối những năm cuối cũng ít ai đổ lỗi cho bản thân nhà vua. Sử gia thời Edward Jean Froissart viết trong biên niên sử rằng "Ông ấy đã làm được những điều mà người ta không còn được chứng kiến từ sau thời vua Arthur". Quan điểm này kéo dài qua nhiều năm, nhưng theo thời gian, cái nhìn về nhà vua đã thay đổi. Các sử gia đảng Whig thời đại sau cho rằng việc cải cách hiến pháp chỉ là cách đối phó với tình hình chiến tranh và cáo buộc Edward đã không hoàn thành trách nhiệm của một vị vua đối với đất nước. Trích theo Giám mục Stubbs:
Edward III không phải là một nhà chánh trị, dù ông sở hữu một vài phẩm chất khiến ông thành công. Ông là một chiến binh; đầy tham vọng, vô đạo đức, ích kỉ, xa hoa và phô trương. Ông coi nhẹ trách nhiệm của một vị vua. Ông tự cảm thấy mình không phải bị ràng buộc bởi bất kì phận sự đặc biệt nào, hoặc để duy trì lý thuyết về quyền lực tối cao của hoàng gia hoặc thực hiện một chính sách có lợi cho thần dân của mình. Cũng giống như Richard I, ông chỉ coi nước Anh như một nguồn tài nguyên.— William Stubbs, The Constitutional History of England

Nhận định này được công nhận rất lâu trước khi bị thách thức. Trong một bài báo năm 1360 tựa đề Edward III và các Sử gia, May McKisack chỉ ra mục đích luận của nhận xét của Stubbs. Một vị vua thời Trung Cổ không thể nhìn xa hơn về tương lai với một nền chế độ quân chủ nghị viện; thay vào đó, vai trò của ông là một vai trò thực dụng - duy trì trật tự và giải quyết các vấn đề khi chúng nảy sinh. Về điều này, Edward III đã làm rất xuất sắc. Edward cũng bị cáo buộc đã thả lỏng cho các con trai mình quá tự do dẫn đến những tranh chấp trong triều đình cuối cùng đã dẫn đến Chiến tranh Hoa Hồng. Tuyên bố này bị bác bỏ bởi K.B. McFarlane, người lập luận rằng đây không chỉ là chính sách chung của những ông vua già, mà còn là điều tốt nhất. Những người viết sử về nhà vua sau đó như Mark Ormrod và Ian Mortimer cũng có cái nhìn theo hướng này. Nhưng cái nhìn cũ tiêu cực chưa hoàn toàn biến mất; như gần đây vào 2001, Norman Cantor đã mô tả là Edward III một "kẻ tàn bạo và thích thú với việc giết người" và một "lực lượng hủy diệt tàn nhẫn."
Từ những gì được biết về hành trạng Edward, người ta có thể cho ông là người bốc đồng hay điềm tĩnh, có thể được thấy qua việc ông có những hành động chống lại Stratford và các bộ trưởng năm 1340-1341. Cũng đồng thời, ông nổi tiếng về sự khoan dung; cháu nội của Mortimer chẳng những không bị xử phạt, mà còn được nắm giữ những địa vị quan trong trong chiến tranh với Pháp, và được tấn phontg thành Hiệp sĩ Garter. Trên hai quan điểm tôn giáo và sở thích cá nhân, Edward là một người bình thường. Ông dành sự quan tâm cho nghệ thuật và chiến tranh, đó điều đó, phù hợp với quan niệm thời Trung Cổ về một vị minh quân. Ông là một chiến binh thành công đến mức một nhà sử học quân sự hiện đại đã mô tả ông là vị tướng vĩ đại nhất trong lịch sử Anh. Ông cũng dành phần lớn sự quan tâm cho vợ ông, Vương hậu Philippa. Nhiều ý kiến cho rằng Edward là kẻ háo sắc, nhưng không có bằng chứng mà chứng minh nhà vua không chung tình cho đến khi Alice Perrers xuất hiện và trở thành người tình của vua, và vào lúc đó Hoàng hậu đã mắc bệnh nan y sắp vong mạng. Sự tận tụy này có ảnh hưởng đến những thành viên khác trong gia đình ông; vì đối lập với những người tiền nhiệm, Edward dường như không gặp phải sự chống đối nào từ năm người con trai trưởng thành của ông.

## Con cái
| Tên                                                  | Sinh                                               | Mất                                           | Chú thích |
| ---------------------------------------------------- | -------------------------------------------------- | --------------------------------------------- | --- |
| Edward, Vương tử đen                                 | 15 tháng 6, 1330 Cung điện Woodstock, Oxfordshire  | ngày 8 tháng 6 năm 1376                       | Kết hôn với chị em họ Joan, Nữ Bá tước xứ Kent, ngày 10 tháng 10 năm 1361; có con (Vua Richard II của Anh). |
| Isabella                                             | 16 tháng 6, 1332 Cung điện Woodstock , Oxfordshire | tháng 4, 1379 hay 17 tháng 6/5 tháng 10, 1382 | Kết hôn Enguerrand VII de Coucy, Bá tước xứ Bedford thứ nhất, ngày 27 tháng 7, 1365; có con. |
| Joan                                                 | 19 tháng 12, 1333 hay 28 tháng 1, 1334 Tháp London | 1 tháng 7, 1348                               | Được hứa gả cho Pedro xứ Castile nhưng chết vì bệnh dịch trên đường đến Castile trước ngày hôn lễ diễn ra. Hai con gái của Pedro với María de Padilla về sau sẽ kết hôn với các em trai của Joan là John và Edmund.                                                                           |
| William xứ Hatfield                                  | 16 tháng 2, 1337 Hatfield, Nam Yorkshire           | trước 3 tháng 3, 1337                         | Chết không lâu sau khi chào đời. An táng tại York Minster. |
| Lionel xứ Antwerp, Quận công xứ Clarence thứ nhất    | 29 tháng 11, 1338 Antwerp                          | 7 tháng 10, 1368                              | Kết hôn (1) Elizabeth de Burgh, Nữ Bá tước xứ Ulster thứ 4, năm 1352; có con. Kết hôn (2) Violante Visconti ngày 28 tháng 5, 1368; không có con. |
| John xứ Gaunt, Công tước xứ Lancaster thứ nhất       | 6 tháng 3, 1340 Ghent                              | 3 tháng 2, 1399                               | Kết hôn (1) Blanche xứ Lancaster ngày 19 tháng 5, 1359; có con (Henry IV của Anh). Kết hôn (2) Constanza của Castilla năm 1371; có con. Kết hôn (3) Katherine Swynford (nguyên là tình nhân) năm 1396; có con. Quận công xứ Beaufort là hậu duệ dòng nam của ông này còn tồn tại đến hôm nay. |
| Edmund xứ Langley, Quận công xứ York thứ nhất        | 5 tháng 6, 1341 Kings Langley, Hertfordshire       | 1 tháng 8, 1402                               | Kết hôn (1) Isabel của Castilla, chị vợ thứ hai của Gaunt; có con. Kết hôn (2) Joan Holland (chị em họ đời thứ hai) năm 1392; không có con. |
| Blanche                                              | tháng 3, 1342 Tháp London                          | tháng 3, 1342 Tháp London                     | Chết ngay sau khi sinh. An táng tại Tu viện Westminster. |
| Mary                                                 | 10 tháng 10, 1344 Bishop's Waltham, Hampshire      | tháng 9 1361                                  | Kết hôn cùng John IV, Quận công xứ Bretagne, ngày 3 tháng 7, 1361; không có con. |
| Margaret                                             | 20 tháng 7 1346 Windsor                            | 1 tháng 10/25 tháng 12 1361                   | Kết hôn cùng John Hastings, Bá tước xứ Pembroke thứ 2, 13 tháng 5 1359; không có con. |
| Thomas xứ Windsor                                    | Mùa hạ 1347 Windsor                                | tháng 9 1348                                  | Died in infancy xứ the plague. An táng tại Nhà thờ King's Langley, Hertfordshire |
| William xứ Windsor                                   | trước 24 tháng 6, 1348 Windsor                     | trước 5 tháng 9, 1348                         | An táng tại Tu viện Westminster. |
| Thomas xứ Woodstock, Quận công xứ Glouceste thứ nhất | 7 tháng 1, 1355 Cung điện Woodstock, Oxfordshire   | 8/9 tháng 9, 1397                             | Kết hôn với Eleanor de Bohun năm 1376; có con. |

## Tổ tiên
Tuyên bố về vương vị ở Pháp của Edward dựa vào cớ ông là cháu ngoại của Vua Philippe IV của Pháp, thông qua mẫu thân ông tức Isabelle.
| \| \| \| \| \| \| \| \| \| \| \| \| \| \| 16. John I của Anh \| \| \| \| \| \| \| \| \| \| \| \| \| \| \| \| \| \| \| \| \| \| \| \| \| \| \| \| \| \| \| \| \| \| \| \| \| \| \| \| \| \| \| \| \| \| \| \| \| \| \| \| \| \| \| \| \| \| \| \| 8. Henry III của Anh \| \| \| \| \| \| \| \| \| \| \| \| \| \| \| \| \| \| \| \| \| \| \| \| \| \| \| \| \| \| \| \| \| \| \| \| \| \| \| \| \| \| \| \| \| \| \| \| \| \| \| \| \| \| \| \| \| \| \| \| \| \| \| \| \| \| \| \| \| \| \| \| 17. Isabelle I xứ Angoulême \| \| \| \| \| \| \| \| \| \| \| \| \| \| \| \| \| \| \| \| \| \| \| \| \| \| \| \| \| \| \| \| \| \| \| \| \| \| \| \| \| \| \| \| \| \| \| \| \| \| \| \| \| \| \| \| \| \| \| \| \| \| \| \| \| \| \| \| \| \| \| \| 4. Edward I của Anh \| \| \| \| \| \| \| \| \| \| \| \| \| \| \| \| \| \| \| \| \| \| \| \| \| \| \| \| \| \| \| \| \| \| \| \| \| \| \| \| \| \| \| \| \| \| \| \| \| \| \| \| \| \| \| \| \| \| \| \| \| \| \| \| \| \| \| \| \| \| \| \| 18. Ramon Berenguer IV, Bá tước xứ Provence \| \| \| \| \| \| \| \| \| \| \| \| \| \| \| \| \| \| \| \| \| \| \| \| \| \| \| \| \| \| \| \| \| \| \| \| \| \| \| \| \| \| \| \| \| \| \| \| \| \| \| \| \| \| \| \| \| \| \| \| \| \| \| \| \| \| \| \| \| \| \| \| 9. Éléonore xứ Provence (chị em của 25) \| \| \| \| \| \| \| \| \| \| \| \| \| \| \| \| \| \| \| \| \| \| \| \| \| \| \| \| \| \| \| \| \| \| \| \| \| \| \| \| \| \| \| \| \| \| \| \| \| \| \| \| \| \| \| \| \| \| \| \| \| \| \| \| \| \| \| \| \| \| \| \| 19. Béatrice de Savoie, Bá tước phu nhân xứ Provence \| \| \| \| \| \| \| \| \| \| \| \| \| \| \| \| \| \| \| \| \| \| \| \| \| \| \| \| \| \| \| \| \| \| \| \| \| \| \| \| \| \| \| \| \| \| \| \| \| \| \| \| \| \| \| \| \| \| \| \| \| \| \| \| \| \| \| \| \| \| \| \| 2. Edward II của Anh \| \| \| \| \| \| \| \| \| \| \| \| \| \| \| \| \| \| \| \| \| \| \| \| \| \| \| \| \| \| \| \| \| \| \| \| \| \| \| \| \| \| \| \| \| \| \| \| \| \| \| \| \| \| \| \| \| \| \| \| \| \| \| \| \| \| \| \| \| \| \| \| 20. Alfonso IX của León \| \| \| \| \| \| \| \| \| \| \| \| \| \| \| \| \| \| \| \| \| \| \| \| \| \| \| \| \| \| \| \| \| \| \| \| \| \| \| \| \| \| \| \| \| \| \| \| \| \| \| \| \| \| \| \| \| \| \| \| \| \| \| \| \| \| \| \| \| \| \| \| 10. Fernando III của Castilla \| \| \| \| \| \| \| \| \| \| \| \| \| \| \| \| \| \| \| \| \| \| \| \| \| \| \| \| \| \| \| \| \| \| \| \| \| \| \| \| \| \| \| \| \| \| \| \| \| \| \| \| \| \| \| \| \| \| \| \| \| \| \| \| \| \| \| \| \| \| \| \| 21. Berenguela I của Castilla \| \| \| \| \| \| \| \| \| \| \| \| \| \| \| \| \| \| \| \| \| \| \| \| \| \| \| \| \| \| \| \| \| \| \| \| \| \| \| \| \| \| \| \| \| \| \| \| \| \| \| \| \| \| \| \| \| \| \| \| \| \| \| \| \| \| \| \| \| \| \| \| 5. Leonor của Castilla \| \| \| \| \| \| \| \| \| \| \| \| \| \| \| \| \| \| \| \| \| \| \| \| \| \| \| \| \| \| \| \| \| \| \| \| \| \| \| \| \| \| \| \| \| \| \| \| \| \| \| \| \| \| \| \| \| \| \| \| \| \| \| \| \| \| \| \| \| \| \| \| 22. Simon de Dammartin \| \| \| \| \| \| \| \| \| \| \| \| \| \| \| \| \| \| \| \| \| \| \| \| \| \| \| \| \| \| \| \| \| \| \| \| \| \| \| \| \| \| \| \| \| \| \| \| \| \| \| \| \| \| \| \| \| \| \| \| \| \| \| \| \| \| \| \| \| \| \| \| 11. Joan, Nữ Bá tước xứ Ponthieu \| \| \| \| \| \| \| \| \| \| \| \| \| \| \| \| \| \| \| \| \| \| \| \| \| \| \| \| \| \| \| \| \| \| \| \| \| \| \| \| \| \| \| \| \| \| \| \| \| \| \| \| \| \| \| \| \| \| \| \| \| \| \| \| \| \| \| \| \| \| \| \| 23. Marie, Nữ Bá tước xứ Ponthieu \| \| \| \| \| \| \| \| \| \| \| \| \| \| \| \| \| \| \| \| \| \| \| \| \| \| \| \| \| \| \| \| \| \| \| \| \| \| \| \| \| \| \| \| \| \| \| \| \| \| \| \| \| \| \| \| \| \| \| \| \| \| \| \| \| \| \| \| \| \| \| \| 1. Edward III của Anh \| \| \| \| \| \| \| \| \| \| \| \| \| \| \| \| \| \| \| \| \| \| \| \| \| \| \| \| \| \| \| \| \| \| \| \| \| \| \| \| \| \| \| \| \| \| \| \| \| \| \| \| \| \| \| \| \| \| \| \| \| \| \| \| \| \| \| \| \| \| \| \| 24. Louis IX của Pháp \| \| \| \| \| \| \| \| \| \| \| \| \| \| \| \| \| \| \| \| \| \| \| \| \| \| \| \| \| \| \| \| \| \| \| \| \| \| \| \| \| \| \| \| \| \| \| \| \| \| \| \| \| \| \| \| \| \| \| \| \| \| \| \| \| \| \| \| \| \| \| \| 12. Philippe III của Pháp \| \| \| \| \| \| \| \| \| \| \| \| \| \| \| \| \| \| \| \| \| \| \| \| \| \| \| \| \| \| \| \| \| \| \| \| \| \| \| \| \| \| \| \| \| \| \| \| \| \| \| \| \| \| \| \| \| \| \| \| \| \| \| \| \| \| \| \| \| \| \| \| 25. Marguerite xứ Provence (chị em của 9) \| \| \| \| \| \| \| \| \| \| \| \| \| \| \| \| \| \| \| \| \| \| \| \| \| \| \| \| \| \| \| \| \| \| \| \| \| \| \| \| \| \| \| \| \| \| \| \| \| \| \| \| \| \| \| \| \| \| \| \| \| \| \| \| \| \| \| \| \| \| \| \| 6. Philippe IV của Pháp \| \| \| \| \| \| \| \| \| \| \| \| \| \| \| \| \| \| \| \| \| \| \| \| \| \| \| \| \| \| \| \| \| \| \| \| \| \| \| \| \| \| \| \| \| \| \| \| \| \| \| \| \| \| \| \| \| \| \| \| \| \| \| \| \| \| \| \| \| \| \| \| 26. Jaime I của Aragón \| \| \| \| \| \| \| \| \| \| \| \| \| \| \| \| \| \| \| \| \| \| \| \| \| \| \| \| \| \| \| \| \| \| \| \| \| \| \| \| \| \| \| \| \| \| \| \| \| \| \| \| \| \| \| \| \| \| \| \| \| \| \| \| \| \| \| \| \| \| \| \| 13. Isabel xứ Aragón \| \| \| \| \| \| \| \| \| \| \| \| \| \| \| \| \| \| \| \| \| \| \| \| \| \| \| \| \| \| \| \| \| \| \| \| \| \| \| \| \| \| \| \| \| \| \| \| \| \| \| \| \| \| \| \| \| \| \| \| \| \| \| \| \| \| \| \| \| \| \| \| 27. Jolán của Hungary \| \| \| \| \| \| \| \| \| \| \| \| \| \| \| \| \| \| \| \| \| \| \| \| \| \| \| \| \| \| \| \| \| \| \| \| \| \| \| \| \| \| \| \| \| \| \| \| \| \| \| \| \| \| \| \| \| \| \| \| \| \| \| \| \| \| \| \| \| \| \| \| 3. Isabelle của Pháp và Navarra \| \| \| \| \| \| \| \| \| \| \| \| \| \| \| \| \| \| \| \| \| \| \| \| \| \| \| \| \| \| \| \| \| \| \| \| \| \| \| \| \| \| \| \| \| \| \| \| \| \| \| \| \| \| \| \| \| \| \| \| \| \| \| \| \| \| \| \| \| \| \| \| 28. Thibaut I của Navarra \| \| \| \| \| \| \| \| \| \| \| \| \| \| \| \| \| \| \| \| \| \| \| \| \| \| \| \| \| \| \| \| \| \| \| \| \| \| \| \| \| \| \| \| \| \| \| \| \| \| \| \| \| \| \| \| \| \| \| \| \| \| \| \| \| \| \| \| \| \| \| \| 14. Enrique I của Navarra \| \| \| \| \| \| \| \| \| \| \| \| \| \| \| \| \| \| \| \| \| \| \| \| \| \| \| \| \| \| \| \| \| \| \| \| \| \| \| \| \| \| \| \| \| \| \| \| \| \| \| \| \| \| \| \| \| \| \| \| \| \| \| \| \| \| \| \| \| \| \| \| 29. Margaret de Bourbon \| \| \| \| \| \| \| \| \| \| \| \| \| \| \| \| \| \| \| \| \| \| \| \| \| \| \| \| \| \| \| \| \| \| \| \| \| \| \| \| \| \| \| \| \| \| \| \| \| \| \| \| \| \| \| \| \| \| \| \| \| \| \| \| \| \| \| \| \| \| \| \| 7. Juana I của Navarra \| \| \| \| \| \| \| \| \| \| \| \| \| \| \| \| \| \| \| \| \| \| \| \| \| \| \| \| \| \| \| \| \| \| \| \| \| \| \| \| \| \| \| \| \| \| \| \| \| \| \| \| \| \| \| \| \| \| \| \| \| \| \| \| \| \| \| \| \| \| \| \| 30. Robert I, Bá tước xứ Artois \| \| \| \| \| \| \| \| \| \| \| \| \| \| \| \| \| \| \| \| \| \| \| \| \| \| \| \| \| \| \| \| \| \| \| \| \| \| \| \| \| \| \| \| \| \| \| \| \| \| \| \| \| \| \| \| \| \| \| \| \| \| \| \| \| \| \| \| \| \| \| \| 15. Blanche xứ Artois \| \| \| \| \| \| \| \| \| \| \| \| \| \| \| \| \| \| \| \| \| \| \| \| \| \| \| \| \| \| \| \| \| \| \| \| \| \| \| \| \| \| \| \| \| \| \| \| \| \| \| \| \| \| \| \| \| \| \| \| \| \| \| \| \| \| \| \| \| \| \| \| 31. Mathilde de Brabant, Nữ bá tước xứ Artois \| \| \| \| \| \| \| \| \| \| \| \| \| \| \| \| \| \| \| \| \| \| \| \| \| \| \| \| \| \| \| \| \| \| \| \| \| \| \| \| \| \| \| \| \| \| \| \| \| \| \| \| |                                                      |  |  |  |  |  |  |  |  |  |  |  |                    |  |  |  |
| |                                                      |  |  |  |  |  |  |  |  |  |  |  | 16. John I của Anh |  |  |  |
| |                                                      |  |  |  |  |  |  |  |  |  |  |  |                    |  |  |  |
| |                                                      |  |  |  |  |  |  |  |  |  |  |  |                    |  |  |  |
| |                                                      |  |  |  |  |  |  |  |  |  |  |  |                    |  |  |  |
| | 8. Henry III của Anh                                 |  |  |  |  |  |  |  |  |  |  |  |                    |  |  |  |
| |                                                      |  |  |  |  |  |  |  |  |  |  |  |                    |  |  |  |
| |                                                      |  |  |  |  |  |  |  |  |  |  |  |                    |  |  |  |
| |                                                      |  |  |  |  |  |  |  |  |  |  |  |                    |  |  |  |
| | 17. Isabelle I xứ Angoulême                          |  |  |  |  |  |  |  |  |  |  |  |                    |  |  |  |
| |                                                      |  |  |  |  |  |  |  |  |  |  |  |                    |  |  |  |
| |                                                      |  |  |  |  |  |  |  |  |  |  |  |                    |  |  |  |
| |                                                      |  |  |  |  |  |  |  |  |  |  |  |                    |  |  |  |
| | 4. Edward I của Anh                                  |  |  |  |  |  |  |  |  |  |  |  |                    |  |  |  |
| |                                                      |  |  |  |  |  |  |  |  |  |  |  |                    |  |  |  |
| |                                                      |  |  |  |  |  |  |  |  |  |  |  |                    |  |  |  |
| |                                                      |  |  |  |  |  |  |  |  |  |  |  |                    |  |  |  |
| | 18. Ramon Berenguer IV, Bá tước xứ Provence          |  |  |  |  |  |  |  |  |  |  |  |                    |  |  |  |
| |                                                      |  |  |  |  |  |  |  |  |  |  |  |                    |  |  |  |
| |                                                      |  |  |  |  |  |  |  |  |  |  |  |                    |  |  |  |
| |                                                      |  |  |  |  |  |  |  |  |  |  |  |                    |  |  |  |
| | 9. Éléonore xứ Provence (chị em của 25)              |  |  |  |  |  |  |  |  |  |  |  |                    |  |  |  |
| |                                                      |  |  |  |  |  |  |  |  |  |  |  |                    |  |  |  |
| |                                                      |  |  |  |  |  |  |  |  |  |  |  |                    |  |  |  |
| |                                                      |  |  |  |  |  |  |  |  |  |  |  |                    |  |  |  |
| | 19. Béatrice de Savoie, Bá tước phu nhân xứ Provence |  |  |  |  |  |  |  |  |  |  |  |                    |  |  |  |
| |                                                      |  |  |  |  |  |  |  |  |  |  |  |                    |  |  |  |
| |                                                      |  |  |  |  |  |  |  |  |  |  |  |                    |  |  |  |
| |                                                      |  |  |  |  |  |  |  |  |  |  |  |                    |  |  |  |
| | 2. Edward II của Anh                                 |  |  |  |  |  |  |  |  |  |  |  |                    |  |  |  |
| |                                                      |  |  |  |  |  |  |  |  |  |  |  |                    |  |  |  |
| |                                                      |  |  |  |  |  |  |  |  |  |  |  |                    |  |  |  |
| |                                                      |  |  |  |  |  |  |  |  |  |  |  |                    |  |  |  |
| | 20. Alfonso IX của León                              |  |  |  |  |  |  |  |  |  |  |  |                    |  |  |  |
| |                                                      |  |  |  |  |  |  |  |  |  |  |  |                    |  |  |  |
| |                                                      |  |  |  |  |  |  |  |  |  |  |  |                    |  |  |  |
| |                                                      |  |  |  |  |  |  |  |  |  |  |  |                    |  |  |  |
| | 10. Fernando III của Castilla                        |  |  |  |  |  |  |  |  |  |  |  |                    |  |  |  |
| |                                                      |  |  |  |  |  |  |  |  |  |  |  |                    |  |  |  |
| |                                                      |  |  |  |  |  |  |  |  |  |  |  |                    |  |  |  |
| |                                                      |  |  |  |  |  |  |  |  |  |  |  |                    |  |  |  |
| | 21. Berenguela I của Castilla                        |  |  |  |  |  |  |  |  |  |  |  |                    |  |  |  |
| |                                                      |  |  |  |  |  |  |  |  |  |  |  |                    |  |  |  |
| |                                                      |  |  |  |  |  |  |  |  |  |  |  |                    |  |  |  |
| |                                                      |  |  |  |  |  |  |  |  |  |  |  |                    |  |  |  |
| | 5. Leonor của Castilla                               |  |  |  |  |  |  |  |  |  |  |  |                    |  |  |  |
| |                                                      |  |  |  |  |  |  |  |  |  |  |  |                    |  |  |  |
| |                                                      |  |  |  |  |  |  |  |  |  |  |  |                    |  |  |  |
| |                                                      |  |  |  |  |  |  |  |  |  |  |  |                    |  |  |  |
| | 22. Simon de Dammartin                               |  |  |  |  |  |  |  |  |  |  |  |                    |  |  |  |
| |                                                      |  |  |  |  |  |  |  |  |  |  |  |                    |  |  |  |
| |                                                      |  |  |  |  |  |  |  |  |  |  |  |                    |  |  |  |
| |                                                      |  |  |  |  |  |  |  |  |  |  |  |                    |  |  |  |
| | 11. Joan, Nữ Bá tước xứ Ponthieu                     |  |  |  |  |  |  |  |  |  |  |  |                    |  |  |  |
| |                                                      |  |  |  |  |  |  |  |  |  |  |  |                    |  |  |  |
| |                                                      |  |  |  |  |  |  |  |  |  |  |  |                    |  |  |  |
| |                                                      |  |  |  |  |  |  |  |  |  |  |  |                    |  |  |  |
| | 23. Marie, Nữ Bá tước xứ Ponthieu                    |  |  |  |  |  |  |  |  |  |  |  |                    |  |  |  |
| |                                                      |  |  |  |  |  |  |  |  |  |  |  |                    |  |  |  |
| |                                                      |  |  |  |  |  |  |  |  |  |  |  |                    |  |  |  |
| |                                                      |  |  |  |  |  |  |  |  |  |  |  |                    |  |  |  |
| | 1. Edward III của Anh                                |  |  |  |  |  |  |  |  |  |  |  |                    |  |  |  |
| |                                                      |  |  |  |  |  |  |  |  |  |  |  |                    |  |  |  |
| |                                                      |  |  |  |  |  |  |  |  |  |  |  |                    |  |  |  |
| |                                                      |  |  |  |  |  |  |  |  |  |  |  |                    |  |  |  |
| | 24. Louis IX của Pháp                                |  |  |  |  |  |  |  |  |  |  |  |                    |  |  |  |
| |                                                      |  |  |  |  |  |  |  |  |  |  |  |                    |  |  |  |
| |                                                      |  |  |  |  |  |  |  |  |  |  |  |                    |  |  |  |
| |                                                      |  |  |  |  |  |  |  |  |  |  |  |                    |  |  |  |
| | 12. Philippe III của Pháp                            |  |  |  |  |  |  |  |  |  |  |  |                    |  |  |  |
| |                                                      |  |  |  |  |  |  |  |  |  |  |  |                    |  |  |  |
| |                                                      |  |  |  |  |  |  |  |  |  |  |  |                    |  |  |  |
| |                                                      |  |  |  |  |  |  |  |  |  |  |  |                    |  |  |  |
| | 25. Marguerite xứ Provence (chị em của 9)            |  |  |  |  |  |  |  |  |  |  |  |                    |  |  |  |
| |                                                      |  |  |  |  |  |  |  |  |  |  |  |                    |  |  |  |
| |                                                      |  |  |  |  |  |  |  |  |  |  |  |                    |  |  |  |
| |                                                      |  |  |  |  |  |  |  |  |  |  |  |                    |  |  |  |
| | 6. Philippe IV của Pháp                              |  |  |  |  |  |  |  |  |  |  |  |                    |  |  |  |
| |                                                      |  |  |  |  |  |  |  |  |  |  |  |                    |  |  |  |
| |                                                      |  |  |  |  |  |  |  |  |  |  |  |                    |  |  |  |
| |                                                      |  |  |  |  |  |  |  |  |  |  |  |                    |  |  |  |
| | 26. Jaime I của Aragón                               |  |  |  |  |  |  |  |  |  |  |  |                    |  |  |  |
| |                                                      |  |  |  |  |  |  |  |  |  |  |  |                    |  |  |  |
| |                                                      |  |  |  |  |  |  |  |  |  |  |  |                    |  |  |  |
| |                                                      |  |  |  |  |  |  |  |  |  |  |  |                    |  |  |  |
| | 13. Isabel xứ Aragón                                 |  |  |  |  |  |  |  |  |  |  |  |                    |  |  |  |
| |                                                      |  |  |  |  |  |  |  |  |  |  |  |                    |  |  |  |
| |                                                      |  |  |  |  |  |  |  |  |  |  |  |                    |  |  |  |
| |                                                      |  |  |  |  |  |  |  |  |  |  |  |                    |  |  |  |
| | 27. Jolán của Hungary                                |  |  |  |  |  |  |  |  |  |  |  |                    |  |  |  |
| |                                                      |  |  |  |  |  |  |  |  |  |  |  |                    |  |  |  |
| |                                                      |  |  |  |  |  |  |  |  |  |  |  |                    |  |  |  |
| |                                                      |  |  |  |  |  |  |  |  |  |  |  |                    |  |  |  |
| | 3. Isabelle của Pháp và Navarra                      |  |  |  |  |  |  |  |  |  |  |  |                    |  |  |  |
| |                                                      |  |  |  |  |  |  |  |  |  |  |  |                    |  |  |  |
| |                                                      |  |  |  |  |  |  |  |  |  |  |  |                    |  |  |  |
| |                                                      |  |  |  |  |  |  |  |  |  |  |  |                    |  |  |  |
| | 28. Thibaut I của Navarra                            |  |  |  |  |  |  |  |  |  |  |  |                    |  |  |  |
| |                                                      |  |  |  |  |  |  |  |  |  |  |  |                    |  |  |  |
| |                                                      |  |  |  |  |  |  |  |  |  |  |  |                    |  |  |  |
| |                                                      |  |  |  |  |  |  |  |  |  |  |  |                    |  |  |  |
| | 14. Enrique I của Navarra                            |  |  |  |  |  |  |  |  |  |  |  |                    |  |  |  |
| |                                                      |  |  |  |  |  |  |  |  |  |  |  |                    |  |  |  |
| |                                                      |  |  |  |  |  |  |  |  |  |  |  |                    |  |  |  |
| |                                                      |  |  |  |  |  |  |  |  |  |  |  |                    |  |  |  |
| | 29. Margaret de Bourbon                              |  |  |  |  |  |  |  |  |  |  |  |                    |  |  |  |
| |                                                      |  |  |  |  |  |  |  |  |  |  |  |                    |  |  |  |
| |                                                      |  |  |  |  |  |  |  |  |  |  |  |                    |  |  |  |
| |                                                      |  |  |  |  |  |  |  |  |  |  |  |                    |  |  |  |
| | 7. Juana I của Navarra                               |  |  |  |  |  |  |  |  |  |  |  |                    |  |  |  |
| |                                                      |  |  |  |  |  |  |  |  |  |  |  |                    |  |  |  |
| |                                                      |  |  |  |  |  |  |  |  |  |  |  |                    |  |  |  |
| |                                                      |  |  |  |  |  |  |  |  |  |  |  |                    |  |  |  |
| | 30. Robert I, Bá tước xứ Artois                      |  |  |  |  |  |  |  |  |  |  |  |                    |  |  |  |
| |                                                      |  |  |  |  |  |  |  |  |  |  |  |                    |  |  |  |
| |                                                      |  |  |  |  |  |  |  |  |  |  |  |                    |  |  |  |
| |                                                      |  |  |  |  |  |  |  |  |  |  |  |                    |  |  |  |
| | 15. Blanche xứ Artois                                |  |  |  |  |  |  |  |  |  |  |  |                    |  |  |  |
| |                                                      |  |  |  |  |  |  |  |  |  |  |  |                    |  |  |  |
| |                                                      |  |  |  |  |  |  |  |  |  |  |  |                    |  |  |  |
| |                                                      |  |  |  |  |  |  |  |  |  |  |  |                    |  |  |  |
| | 31. Mathilde de Brabant, Nữ bá tước xứ Artois        |  |  |  |  |  |  |  |  |  |  |  |                    |  |  |  |
| |                                                      |  |  |  |  |  |  |  |  |  |  |  |                    |  |  |  |
| |                                                      |  |  |  |  |  |  |  |  |  |  |  |                    |  |  |  |